# Nactus intrudusus
Nactus intrudusus — вид геконоподібних ящірок родини геконових (Gekkonidae). Ендемік Папуа Нової Гвінеї. Описаний у 2020 році.

## Поширення і екологія
Nactus intrudusus мешкають на північному сході Нової Гвінеї, в долині річки Маркем в провінції Моробе.